# Cooperativa La Fraternitat
La Cooperativa La Fraternitat és una obra del municipi de Barcelona protegida com a bé cultural d'interès local.

## Descripció
L'edifici conegut com a Cooperativa la Fraternitat es troba emplaçat al districte de Ciutat Vella de Barcelona, ocupant la meitat d'una estreta illa de cases de planta rectangular, típica de la xarxa urbana del barri de la Barceloneta. Aquesta illa es troba emmarcada pels carrers Escuder, Pescadors, Comte de Santa Clara i Sant Carles.
Es tracta d'un edifici de planta rectangular, força regular, amb façana a tres carrers. Volumètricament consta de planta baixa i tres plantes pis amb coberta sostinguda per encavallada de fusta a doble vessant. El programa de l'edifici, el model del qual és la Casa del Pueblo ideat per Lerroux, tenia a la planta baixa la botiga amb bodega i magatzem, a la primera planta el cafè i la biblioteca, a la segona planta la sala d'actes i a la tercera el magatzem i els locals per a l'administració, sala de juntes i secretaria.
L'arquitectura interior es caracteritza per l'ús de plantes lliures gràcies a la utilització de pilars i jàsseres de ferro. A la botiga es podia accedir des del carrer de Sant Carles, però el nucli de servei es trobava a l'extrem meridional de l'edifici. Encarat al carrer Comte de Santa Clara hi havia un portal que donava accés a un petit vestíbul on se situa, tocant amb la paret mitgera, les escales que permetien pujar a les diferents plantes. Actualment, en aquest mateix espai, es localitza un modern ascensor.
El parament de la planta baixa té un senzill revestiment d'estuc amb sòcol de paredat irregular (en origen estucat) mentre que la resta de plantes es caracteritzen per un acurat treball del maó vist. Les façanes dels carrers del Comte de Santa Clara i dels Pescadors són idèntiques i s'uneixen a la principal fent girar dos escuts que contenen la data de constitució de la Cooperativa, 1879, i la data d'acabament de l'edifici, 1918.
La façana principal, enfrontada al carrer Sant Carles, és la més estreta, però també la que dona a un carrer més transitat. A la botiga es produïa l'accés per un espai triforat, actualment amb tancament de vidre, emmarcat per quatre columnes dòriques. Després, un balcó corregut unificava les tres cares del volum de l'edifici amb tres obertures on unes cartel·les de totxo graonat semblen suportar el balcó de la segona planta. A la planta superior una sèrie d'obertures englobades sota un gran arc de mig punt, que recorre a la idea de l'Arc de Triomf, monumentalitza la construcció i permet unir visualment els dos pisos superiors. Un gran ràfec sustentat sobre nombroses mènsules esglaonades de maó vist coronen l'edifici tot amagant el cos superior endarrerit.
Les façanes laterals s'organitzen a partir d'un mateix mòdul d'obertures que es repeteix i queden unides a la planta baixa per un balcó corregut, originalment tancat per una barana calada de terracota però avui de reixa de ferro. En el cas de la planta superior, les obertures segueixen un disseny similar a l'obertura de la façana principal, tot i que de menor dimensió.
A nivell escultòric trobem al balcó de la segona planta dues escultures femenines, així com dues mans entrellaçades, segell de La Fraternitat, el nom de la qual encara es conserva en l'edifici. Les mans estan inscrites en un triangle, emblema de l'Alianza Cooperativa Internacional.
L'any 2001 es va fer una rehabilitació integral de l'edifici per transformar-lo en la biblioteca del barri. Les plantes lliures, projectades per Guàrdia i Vial van facilitar la tasca, ja que s'adapten molt bé als espais necessaris d'una biblioteca.

## Història

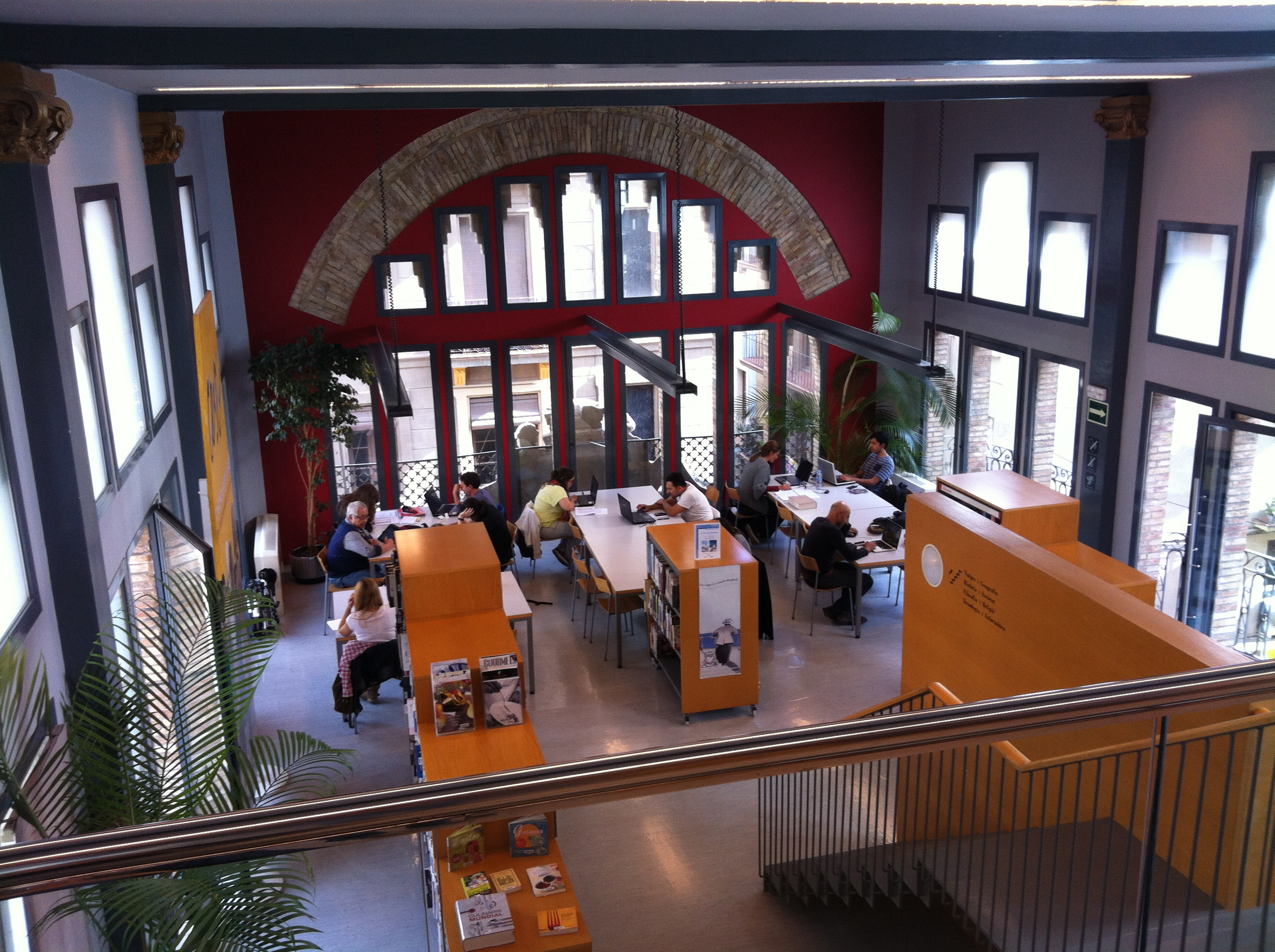
Biblioteca Barcelona-La Fraternitat (2014)

La cooperativa fundada l'any 1879 tenia la finalitat de posar a l'abast dels socis productes de consum a millor preu, tanmateix, aviat organitzà activitats culturals -biblioteca, coral, cursos i conferències- i oferí serveis assistencials -subsidis per malaltia, jubilacions... La importància de la cooperativa queda patent quan l'any 1917 es realitza l'enderroc d'un antic edifici, adquirit l'any 1910, perquè l'arquitecte Francesc Guàrdia Vidal s'encarregués de construir una nova seu. A la planta baixa hi havia la botiga; a la planta primera, la sala d'actes on l'hi celebraven balls, concerts i dinars ; a la planta segona, representacions teatrals, mentre que a la tercera hi havia la biblioteca, sales de reunions i despatxos.
A partir de 1960 la cooperativa perdé gradualment importància fins a ser dissolta l'any 1974. Posteriorment La Caixa convertí la planta baixa en una sucursal bancària. L'edifici fou transformat i el 21 de maig de 2001 s'inaugurà com a biblioteca pública de barri amb el nom Barceloneta-La Fraternitat. Actualment alguns dels vidres que tanquen les obertures estan decorats amb cal·ligrames de Joan Salvat-Papasseit. La biblioteca conté un important fons referent al barri de la Barceloneta, a la restauració i hostaleria, i a la dansa. L'antic fons bibliogràfic de la biblioteca que la Cooperativa Obrera tenia a l'última planta actualment està ubicat a la Biblioteca Pública Arús.